# 透寫台
透寫臺（英語：Light pad），亦稱描摹臺、臨摹臺、描寫臺、描圖臺、拷貝臺，是一種從燈箱所衍生之藝術工具，一般用於描摹原稿，亦可用於觀看正片、負片，或X光照片。它在傳統上的構造通常包含日光燈、白色壓克力板、玻璃，以及箱型平台。但因為在現今科技發展下，由於光源之改變、亮度之可調節、整體重量之減輕，而一變為電子產品，所以名稱亦可改為透寫板，也稱描摹板、臨摹板、描寫板、描圖板等。

## 主要功能
將原稿放在透寫台上，然後在原稿上放一張空白紙，使用繪圖工具將下層的原稿畫在上層的紙上，因為透寫台有光，所以能夠在原稿上看到草稿的痕跡，完稿後不需要再用橡皮擦擦拭，可以保持原稿的清潔以及紙張的完好，但是透寫台價格昂貴，8開大小就要從1500元起跳，並不是每個漫畫家都有能力買一台透寫台，初學者更不用說了，因此還是有人直接在草稿上描線，缺點是不會比使用透寫台的稿子乾淨，也會花更多的時間擦拭。

## 用處
透寫台大多使用在漫畫與手繪動畫上面。漫畫通常是使用在清線稿、貼網點和上墨线中，也用在对原稿进行修正辅助。而手繪動畫最基本的工具就包括透寫台，將兩張以上的原畫或動畫搭配定位尺疊放並在最上層再放置動畫紙繪製動畫。一般來說，不管是少女漫畫、動畫、少年漫畫等等，只要有畫出草稿，通常都會使用到透寫台。

## 相關用品

### 草稿紙
市面上有賣專門用的草稿紙，標示出出血框、安全框、尺寸框，但其實只要將原稿用黑色奇異筆將三個框描過一次，用相同大小的紙墊在上面，即可達到和草稿紙相同的效果，也比較省錢。草稿紙的輪廓要清晰，不要有太多的雜線，因為使用透寫台時，是透過燈光來投影出草稿紙上的圖像，容易分不清楚主線，而造成描錯的後果，因此有清楚的輪廓，可以省下時間分辨線條，也可以避免畫錯的情況發生。